# Schizolaena cauliflora
Schizolaena cauliflora là một loài thực vật có hoa trong họ Sarcolaenaceae. Loài này được Thouars miêu tả khoa học đầu tiên năm 1805.